# Sanilhac (Dordonya)
Nòstra Dama de Sanilhac (en francès Notre-Dame-de-Sanilhac) és un municipi francès situat al departament de la Dordonya i a la regió de la Nova Aquitània.

## Demografia
| 1962                                       | 1968  | 1975  | 1982  | 1990  | 1999  | 2007  |
| ------------------------------------------ | ----- | ----- | ----- | ----- | ----- | ----- |
| 1.760                                      | 1.927 | 2.062 | 2.220 | 2.577 | 2.616 | 2.885 |
| Des de 1962: població sense dobles comptes |       |       |       |       |       |       |

## Administració
| Període | Identitat                | Partit |
| ------- | ------------------------ | ------ |
| 2001-   | Jean-François Larenaudie |        |